# Cercle de Bankass
Le cercle de Bankass est une circonscription administrative  malienne, dans la région de Bandiagara.

## Subdivisions
Il compte 4 communes : Bankass, Dimbal Habé, Kani Bozon, Ségué

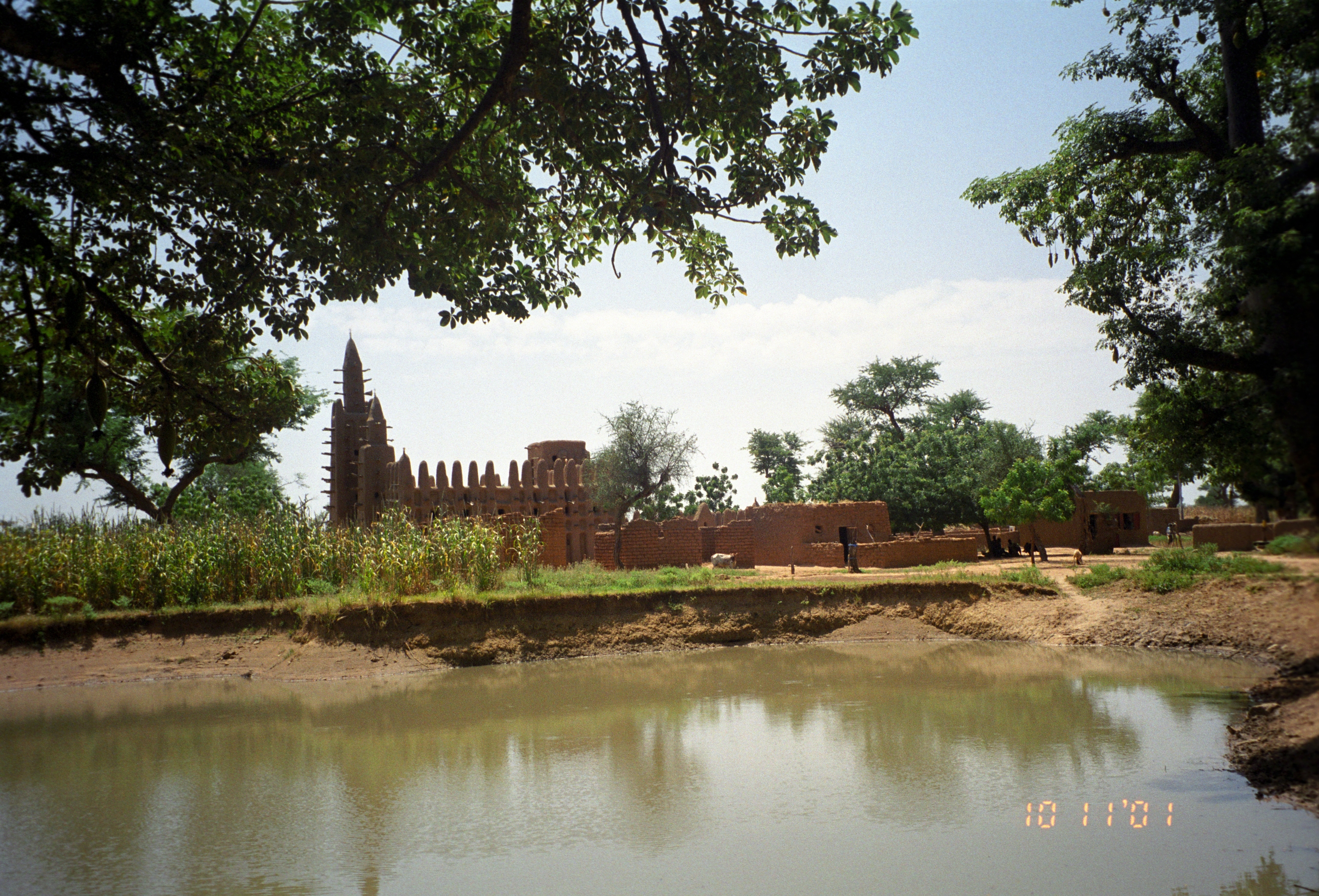
Le village de Kani Kombolé

Depuis 2023, le cercle codé en 1903 est divisé en 3 arrondissements, 4 communes et 108 VFQ : villages, fractions ou quartiers.
| Code   | Arrondissement                    |
| ------ | --------------------------------- |
| 190301 | Arrondissement central de Bankass |
| 190302 | Arrondissement de Kani Bonzon     |
| 190303 | Arrondissement de Ségué           |

| Code     | Commune      | Chef-lieu    | VFQ |
| -------- | ------------ | ------------ | --- |
| 19030101 | Bankass      | Bankass      | 26  |
| 19030201 | Kani Bonzon  | Kani Bonzon  | 17  |
| 19030202 | Dimbal Habbé | Dimbal Habbé | 21  |
| 19030301 | Ségué        | Ségué        | 44  |